# Issoire
Issoire ([isuár], dříve také Yssoire) je historické město ve střední Francii, region Auvergne-Rhône-Alpes v departementu Puy-de-Dôme. Leží na řece Allier v místě kde se do ní vlévá Couze Pavin asi 37 km jižně od Clermont-Ferrand, na hlavní trati Paříž–Lyon–Marseille a blízko dálnice A75. Město je střediskem leteckého průmyslu a zpracování hliníku. Ve městě žije přibližně 15 tisíc obyvatel.

## Historie
Místo v úrodné krajině bylo osídleno už v mladší době kamenné a jsou zde nálezy z doby římské. Ve 3. století tu založil misionář svatý Austremon (latinsky Stremonius) klášter a stal se prvním biskupem. Klášter byl později zničen Vandaly a obnoven benediktinskými mnichy roku 816, obnovený kostel byl vysvěcen roku 937. Město ve středověku získalo velký význam, ale silně utrpělo za náboženských válek. Roku 1575 je dobyli a vypálili protestanti a roku 1576 královské vojsko, totéž se opakovalo roku 1590. Roku 1855 bylo město napojeno na železnici, vznikl zde textilní a kovozpracující průmysl a později automobilová a letecká výroba.

## Pamětihodnosti
- Kdysi klášterní kostel sv. Austremona z poloviny 12. století patří mezi nejvýznamnější památky románského slohu v Auvergne. Má křížový půdorys s osmibokou věží nad křížením a původně dvěma, dnes jedinou věží v západním průčelí. Východní chór má ochoz s věncem kaplí a složitou architekturou. Kostel byl vypleněn roku 1575 a důkladně obnoven v 19. století. Z té doby pochází i barevná výzdoba uvnitř, která neodpovídá středověkému záměru. Původní charakter si zachovala krypta, kde je také cenný relikviář sv. Austremoina.
- Tour d’Horloge, radniční věž s hodinami, kde je muzeum renesance.
- Muzeum románského umění v bývalém klášteře, který byl v 18. století přestavěn na radnici, ale zachovala se stará kapitulní síň.
- Renesanční domy na Náměstí republiky.
- Zámek Hauterive.

## Galerie

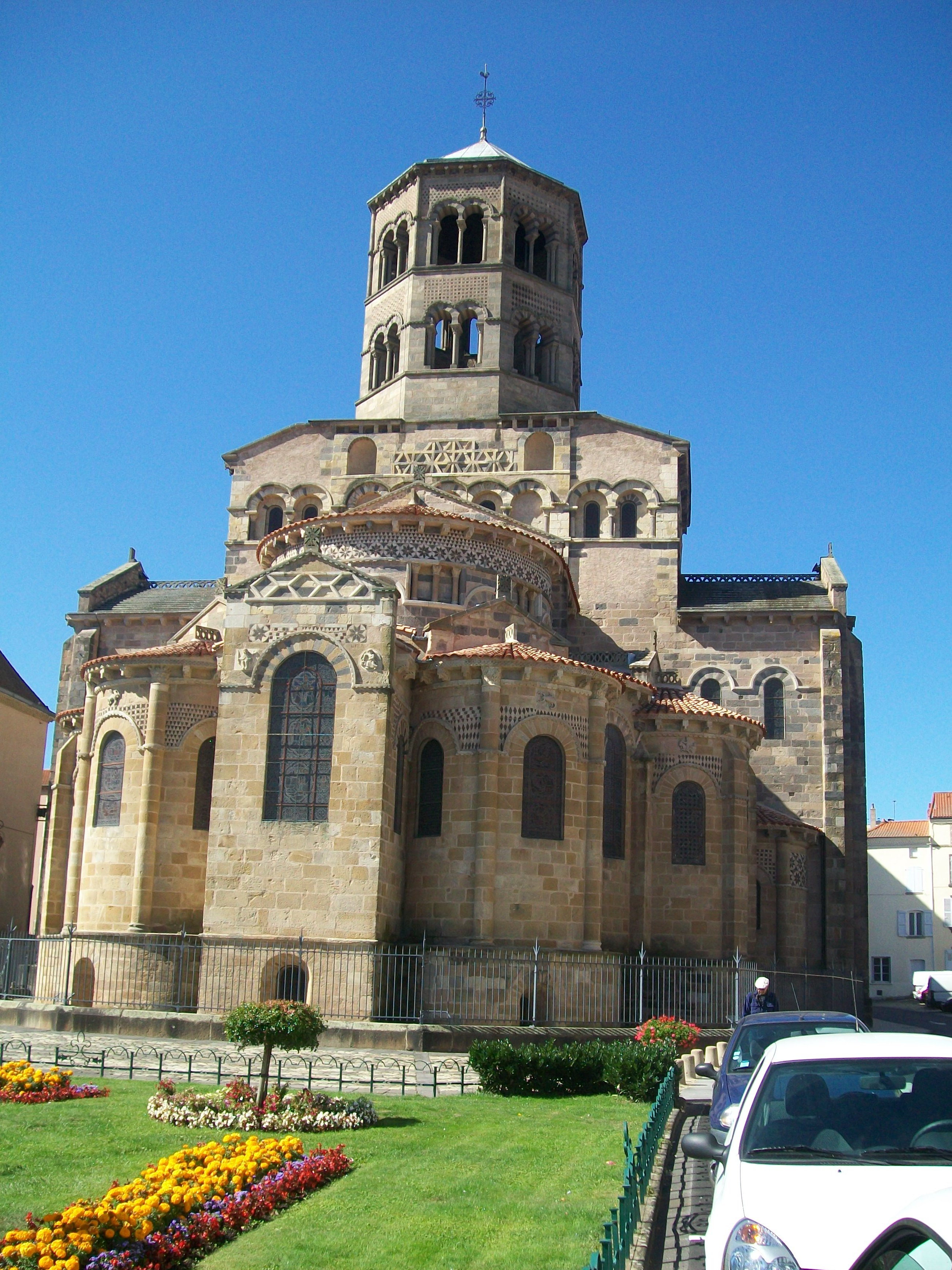
St. Austremoine, závěr
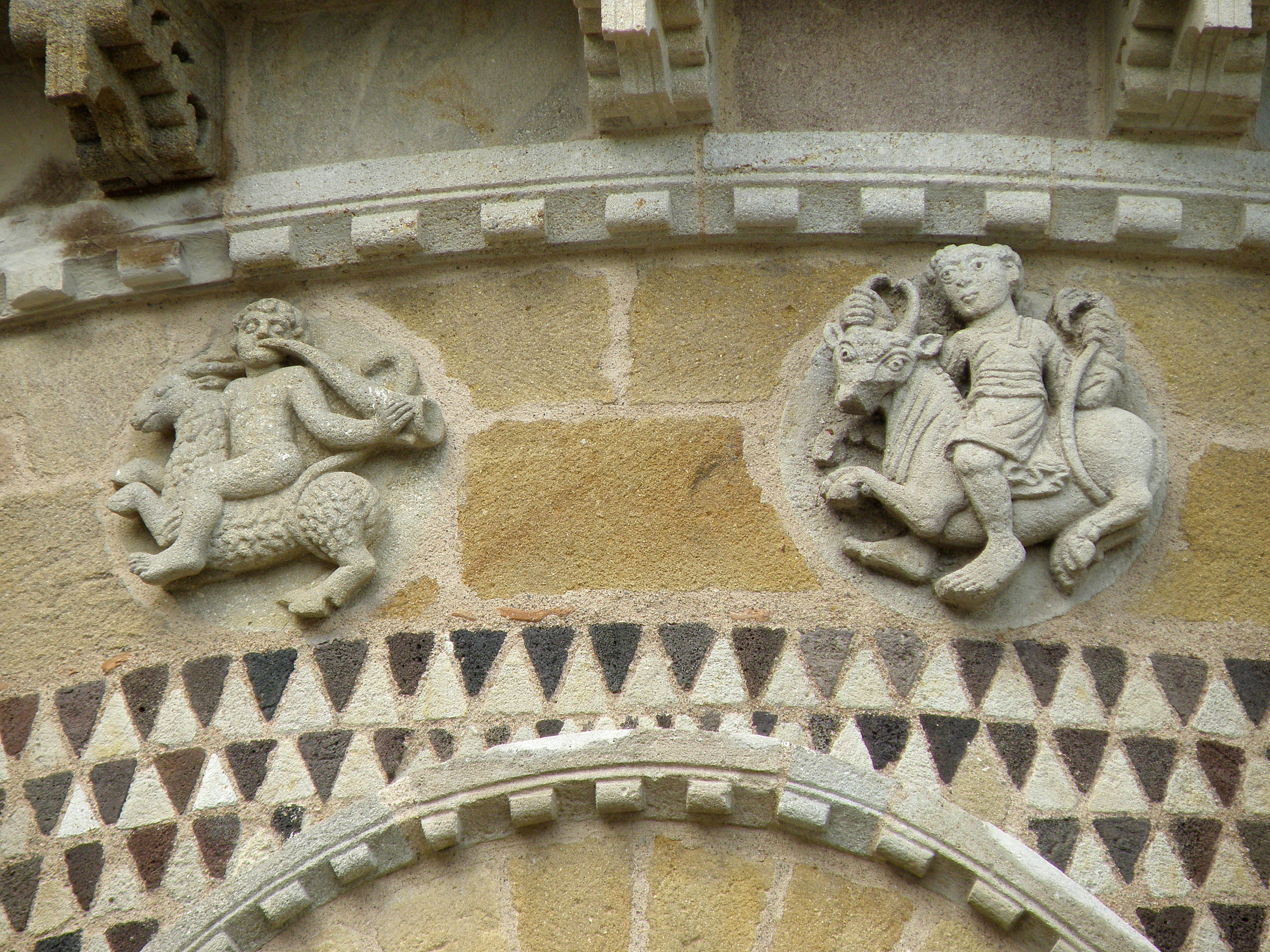
St. Austremoine, znamení zvířetníku
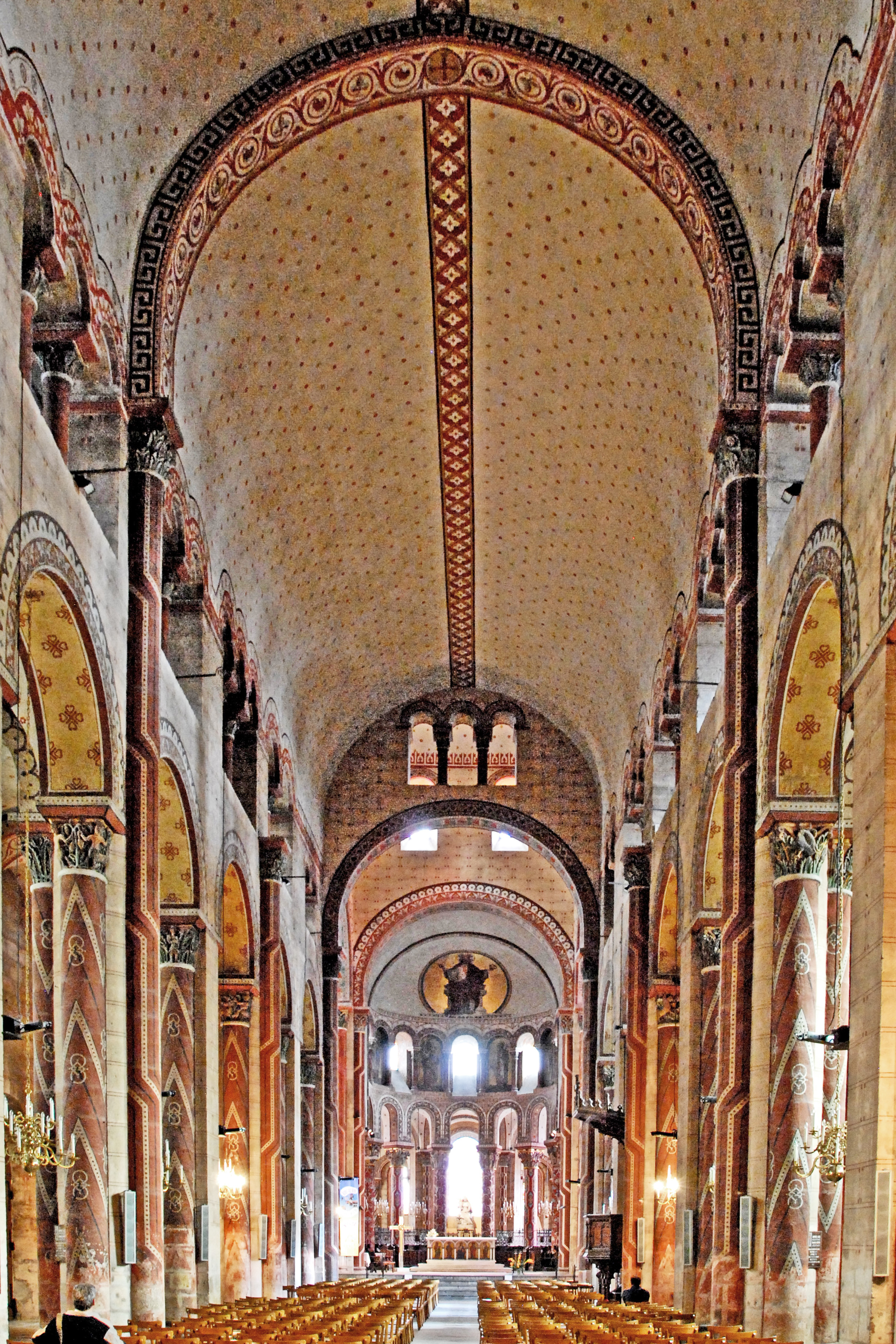
St. Austremoine, hlavní loď
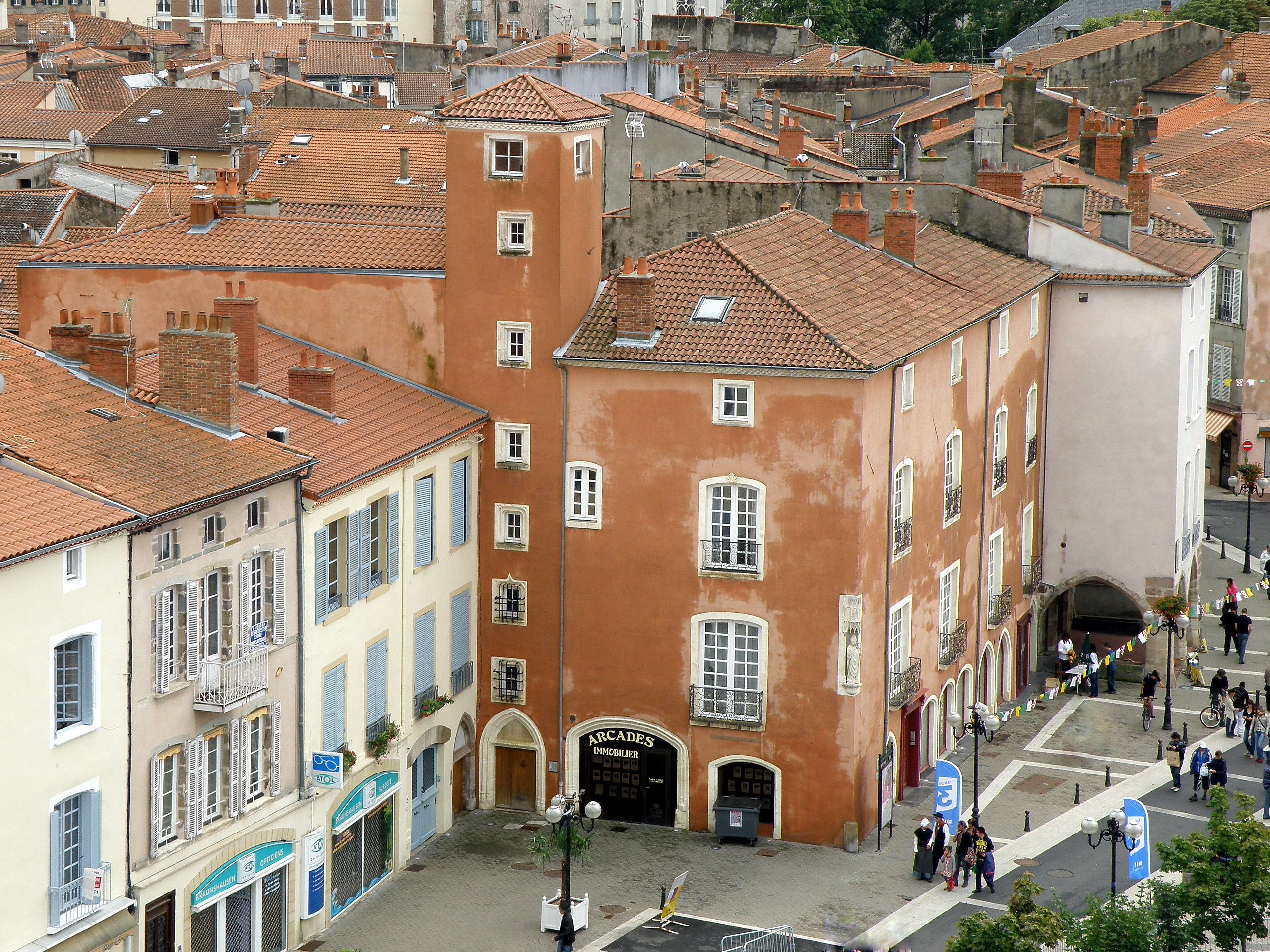
Domy na náměstí
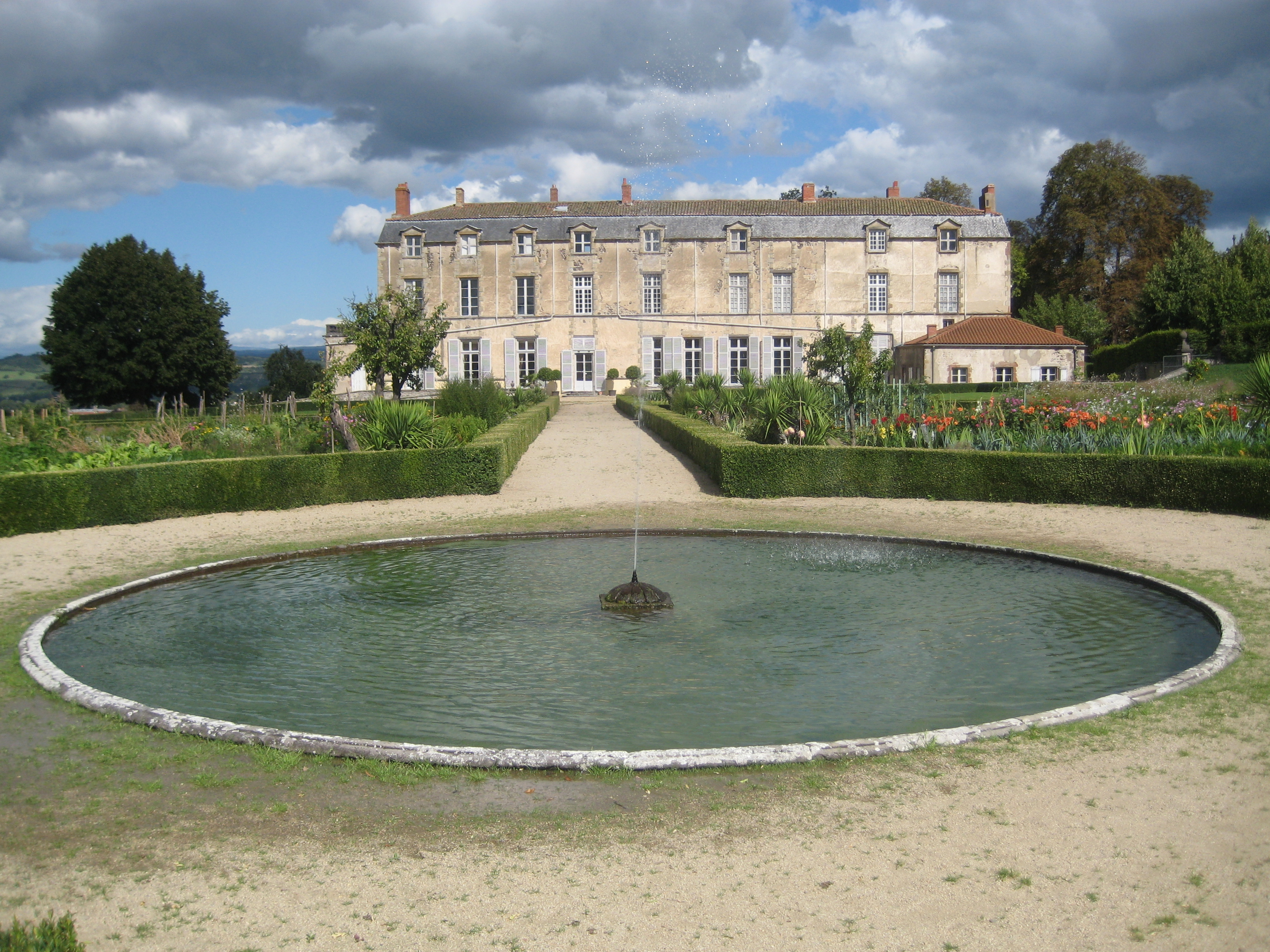
Zámek Hauterive